# Michel Decastel
Michel Decastel (Genève, 22 oktober 1955) is een Zwitsers voormalig voetballer en voetbalcoach die speelde als middenvelder.

## Carrière
Decastel maakte zijn profdebuut voor Neuchâtel Xamax in 1974 en speelde er tot in 1979. Hij verhuisde naar het Franse RC Strasbourg en speelde er tot in 1981. Van 1981 tot 1988 speelde hij voor Servette Genève waarmee hij landskampioen werd in 1985 en de beker won in 1984. Nadien speelde hij terug voor Neuchâtel Xamax.
Hij speelde 19 interlands voor Zwitserland waarin hij niet kon scoren.
Na zijn spelerscarrière werd hij coach bij FC Colombier van 1990 tot 1994. Het jaar erop werd hij coach bij Yverdon-Sport FC en weer een jaar later bij FC Sion.
In 1996 ging hij aan de slag bij SR Delémont en bleef er tot in 1999.
In 1999 begon hij aan zijn carrière in Noord-Afrika bij ASEC Mimosas, nadien was hij nog coach bij ES de Tunis, Wydad AC, CS Sfaxien, ES du Sahel en Al-Zamalek.
In 2012 keerde hij terug naar Zwitserland en begon hij als coach bij FC Sion, hij was daar ook jeugdcoach en coördinator jeugdopleiding. In 2015 ging hij aan de slag bij Neuchâtel Xamax FCS en bleef er tot in 2019.

## Erelijst

### Als speler
- Servette Genève
  - Landskampioen: 1985
  - Zwitserse voetbalbeker: 1984
- Neuchâtel Xamax
  - Zwitserse supercup: 1988

### Als trainer
- FC Sion
  - Zwitserse voetbalbeker: 1996
- ASEC Mimosas
  - Landskampioen: 2000, 2001
- Esperance Tunis
  - Landskampioen: 2002
- CS Sfaxien
  - Landskampioen: 2005
  - Beker van Tunesië: 2004